# Площа поверхні
Пло́ща пове́рхні — площа заданої поверхні. Грубо кажучи, є числовою характеристикою «кількості» поверхні. Вимірюється в квадратних одиницях довжини.

## Обчислення
Якщо поверхню параметризовано, тобто, задано векторною функцією {\displaystyle \mathbf {r} (u,v)}, тоді площа {\displaystyle S}, поверхні {\displaystyle (u,v)\in \Omega }, обчислюється за формулою:
{\displaystyle S=\iint \limits _{\Omega }|r_{u}\times r_{v}|dudv},
де {\displaystyle r_{u}={\frac {\partial r}{\partial u}}} та {\displaystyle r_{v}={\frac {\partial r}{\partial v}}} — дотичні вектори, {\displaystyle r_{u}\times r_{v}} — векторний добуток двох векторів.
Інший вигляд площі параметрично заданої поверхні:
{\displaystyle S=\iint \limits _{\Omega }{\sqrt {EG-F^{2}}}\,dudv},
де {\displaystyle E,F,G} — коефіцієнти першої квадратичної форми, {\displaystyle E=\left(r_{u},r_{u}\right),G=\left(r_{v},r_{v}\right),F=\left(r_{u},r_{v}\right)}.
Якщо поверхню {\displaystyle \Omega } задано функцією {\displaystyle z=z(x,y)} над деякою областю {\displaystyle (x,y)\in \Omega '} (або {\displaystyle \Omega '} є проєкцією поверхні {\displaystyle \Omega } на площину {\displaystyle xOy}), тоді
{\displaystyle S=\iint \limits _{\Omega }d\Omega =\iint \limits _{\Omega '}{\sqrt {1+\left({\frac {\partial z}{\partial x}}\right)^{2}+\left({\frac {\partial z}{\partial y}}\right)^{2}}}\,dxdy.}